# STOBAR
STOBAR (Short Take-Off But Arrested Recovery) je način vzleta in pristanka letal na letalonosilkah. Uporablja elemente STOVL in CATOBAR, vzlet je kratek, pristanek pa s pomočjo žic.  
Letala vzletijo s pomočjo lastnih motorjev in uporabljajo "smučarsko" skakalnico za lažji vzlet. Konvencionalne superletalonosilke sicer uporabljajo katatapult za asistiiranje pri vzletu. STOBAR je cenejši za izdelavo kot CATOBAR , vendar se ga lahko uporablja samo na letalih z zelo močnimi motorji, kot je npr. Su-27.
STOBAR uporabljajo samo ruske, indijske in kitajske letalonosilke.